# 高槻市医師会看護学校
高槻市医師会看護学校（たかつきしいしかいかんごがっこう）は、大阪府高槻市にある専修学校である。

## 沿革
- 1971年 高槻市医師会准看護学院として開校（所在地：高槻市医師会館３階）。
- 1993年 高槻市医師会看護専修学校に改称。
- 1994年 高槻市医師会看護専門学校に改称、看護学科開設。
- 2014年 新校舎竣工。
- 2022年 看護学科閉科に伴い、学校名を高槻市医師会看護学校に変更。

## 学科
- 准看護学科：2年制/男女共学　学年定員40名

※看護学科は2022年3月を以って閉科

## 主な実習施設
- 北摂総合病院[1]
- みどりヶ丘病院[1]
- 第一東和会病院[1]
- 美喜和会オレンジホスピタル[1]

## 卒業後の資格
- 准看護師試験受験資格

以下は閉科した看護学科で取得できた資格となる。
- 専門士（医療専門課程）称号[2][3]
- 看護師国家試験受験資格[2]
- 保健師学校・助産師学校受験資格[2]
- 大学編入学資格[2]

## 所在地
- 〒569-0065 大阪府高槻市城西町2番31号

## 交通アクセス
- JR京都線「高槻駅」徒歩10分[4]
- 阪急京都本線「高槻市駅」徒歩10分[4]

## 周辺
- 高槻市社会福祉協議会[4]
- 高槻市立桃園小学校[4]